# Andreas Fischer (Anglist)

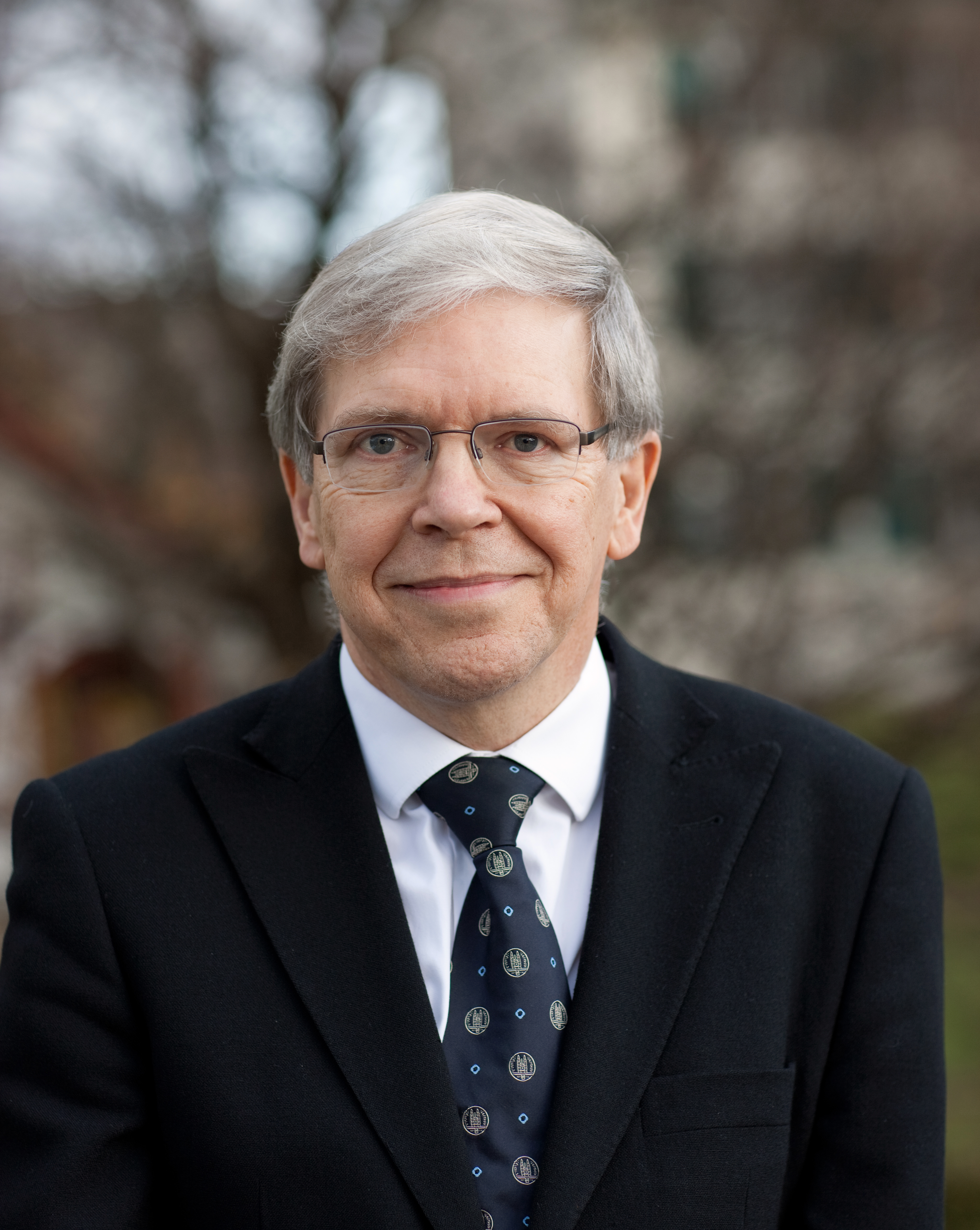
Andreas Fischer (2013)

Andreas Fischer (* 25. Januar 1947 in Basel) ist ein Schweizer Anglist. Der Ordinarius für Englische Philologie war von August 2008 bis November 2013 Rektor der Universität Zürich.

## Leben
Andreas Fischer wurde in Basel geboren und besuchte dort das Humanistische Gymnasium. Er studierte Anglistik, Germanistik und Kunstgeschichte an den Universitäten von Basel und Durham, England, und wurde 1975 zum Dr. phil. promoviert. 1981 erfolgte die Habilitation in Englischer Philologie an der Universität Basel. Er verbrachte das akademische Jahr 1984/85 als visiting associate professor im English Department der University of Michigan, Ann Arbor und wurde auf Oktober 1985 als Ordinarius für Englische Philologie an der Universität Zürich. 2014 wurde er emeritiert.
Von 2002 bis 2004 war er Prodekan, von 2004 bis 2006 Dekan der Philosophischen Fakultät, von 2006 bis 2008 Prorektor Lehre (dann Prorektor Geistes- und Sozialwissenschaften), und auf den 1. August 2008 wurde er als Nachfolger von Hans Weder zum Rektor der Universität Zürich ernannt. Nach einer ersten Amtszeit von vier Jahren (2008 – 2012) wurde er für zwei weitere Jahre wiedergewählt, trat jedoch am 6. November 2013 nach Kritik insbesondere an der Entlassung der stellvertretenden Direktorin des medizinhistorischen Instituts Iris Ritzmann in der Mörgeli-Affäre vorzeitig zurück.  Der Fall schlug medial und in der akademischen Welt hohe Wellen, so schalteten 286 Universitätsprofessoren sowie über 300 weitere Akademiker in- und ausländischer Universitäten in der Neuen Zürcher Zeitung ein Manifest als Inserat und erstellten eine Website.
Zu Andreas Fischers Nachfolger war bereits im Juni 2013 der Molekularbiologe Michael Hengartner gewählt worden. Dieser trat sein Amt am 1. Februar 2014 an, in der Zwischenzeit übernahm Otfried Jarren die Leitung interimistisch. Michael Hengartner würdigte die Leistungen und die Persönlichkeit seines Vorgängers im Jahresbericht der Universität 2013 und im UZH Journal. Andreas Fischer konzipierte und leitete 2014 das 100-Jahr-Jubiläum des Hauptgebäudes der Universität Zürich.
Die Auseinandersetzung um die Entlassung von Iris Ritzmann wurde durch mehrere Instanzen bis vor Bundesgericht gezogen. Dieses gab im November 2011 der Universität teilweise recht. Die Kündigung sei missbräuchlich, aber nicht nichtig gewesen. Der Gericht auferlegte der Klägerin die Verfahrenskosten und sprach ihr keine Parteientschädigung zu. Der Fall ging an die Vorinstanz zurück zur Abklärung einer Entschädigung.

## Lehre, Forschung und weitere Tätigkeiten
In der Lehre deckte Andreas Fischer verschiedenste Aspekte der englischen Sprachwissenschaft ab, mit einem Schwergewicht auf der historischen Linguistik, den Varietäten des Englischen, der (historischen) Lexikologie, Semantik und Lexikographie sowie der englischen Literatur des Mittelalters. Er hat zu den englischen Dialekten publiziert, zur historischen Lexikologie und zu stilistischen Aspekten literarischer Texte. Seine jüngsten Publikationen sind ein Buch zur Geschichte der Anglistik in Zürich sowie ein Buch über James Joyce in Zürich.
Seit 1993 ist er Mitglied des Stiftungsrats der Zurich James Joyce Foundation. Von 1995 bis 2007 war er Herausgeber der Swiss Papers in English Language and Literature (SPELL); er ist Mitherausgeber der Serie Schweizer Anglistische Arbeiten / Swiss Studies in English sowie der Englisch-deutschen Studienausgabe der Dramen Shakespeares. Für letztere Tätigkeit erhielt er 2007 zusammen mit Rüdiger Ahrens und Ulrich Suerbaum den Preis der Max Geilinger-Stiftung.

## Veröffentlichungen (Auswahl)
- Dialects in the South-West of England: A Lexical Investigation. The Cooper Monographs 25 (Bern: Francke, 1976), xxvii+376 pp.
- “Hamlet als Historie? Überlegungen zu Brechts Deutung von Shakespeares Hamlet.” Deutsche Shakespeare-Gesellschaft West, Jahrbuch 1978/79 (Heidelberg: Quelle & Meyer, 1978), 40–57.
- “Poetry and Drama: Pinter’s Play The Birthday Party in the Light of his Poem ‘A View of the Party.’” English Studies 60 (1979), 484–497.
- “Linguistic Aspects of Interior Monologue in James Joyce’s Ulysses.” Anglistentag 1982, Zürich: Vorträge. Ed. Udo Fries und Jörg Hasler (Giessen: Hoffmann, 1984), 239–251.
- Engagement, Wedding and Marriage in Old English. Anglistische Forschungen 176 (Heidelberg: Carl Winter, 1986), 196 pp.
- “Context-Free and Context-Sensitive Literature: Sherwood Anderson’s Winesburg, Ohio and James Joyce’s Dubliners.” Reading Contexts. Ed. Neil Forsyth. SPELL, Swiss Papers in English Language and Literature 4 (Tübingen: Gunter Narr, 1988), 13–31.
- (ed.). The History and the Dialects of English: Festschrift for Eduard Kolb. Anglistische Forschungen 203 (Heidelberg: Carl Winter, 1989), x+277 pp.
- (ed.). Repetition. SPELL, Swiss Papers in English Language and Literature 7 (Tübingen: Gunter Narr, 1994), 268 pp.
- “‘Sumer is icumen in’: the seasons of the year in Middle English and Early Modern English.” Studies in Early Modern English. Ed. Dieter Kastovsky. Topics in English Linguistics 13 (Berlin, New York: Mouton de Gruyter, 1994), 79–95.
- (ed., with Martin Heusser and Thomas Hermann). Aspects of Modernism: Studies in Honour of Max Nänny. With two drawings by Wilhelm Föckersperger (Tübingen: Gunter Narr, 1997), xxx+328 pp.
- “Lexical and Semantic Change: An Evaluation of Structural, Pragmatic and Cognitive Explanations.” Anglistentag 1996 Dresden: Proceedings. Ed. Uwe Böker and Hans Sauer (Trier: WVT Wissenschaftlicher Verlag Trier, 1997), 61–69.
- “‘Milly Bloom, fairhaired, greenvested, slimsandalled’: Joyce’s Compound Adjectives and the Oxford English Dictionary.” A Collideorscape of Joyce: Festschrift For Fritz Senn. Ed. Ruth Frehner and Ursula Zeller (Dublin: The Lilliput Press, 1998), 171–179.
- “Lexical Gaps, Cognition and Linguistic Change.” Lexicology, Semantics and Lexicography: Selected Papers from the Fourth G.L. Brook Symposium, Manchester, August 1998. Ed. Julie Coleman and Christian J. Kay. Amsterdam Studies in the Theory and History of Linguistic Science, Series IV: Current Issues in Linguistic Theory 194 (Amsterdam/Philadelphia: John Benjamins, 2000), 1–18.
- “Lexical borrowing and the history of English: A typology of typologies.” Language Contact in the History of English. Ed. Dieter Kastovsky and Arthur Mettinger. Studies in English Medieval Language and Literature 1 (Frankfurt am Main: Peter Lang, 2001), 97–115.
- (ed. with Gunnel Tottie and Hans Martin Lehmann with the assistance of Therese Lutz and Peter Schneider). Text Types and Corpora: Studies in Honour of Udo Fries (Tübingen: Gunter Narr, 2002), xviii+225 pp.
- “‘Non olet’: Euphemisms we live by.” New Perspectives on English Historical Linguistics: Selected Papers from 12 ICEHL, Glasgow, 21-26 August 2002, Glasgow. Vol. 2: Lexis and Transmission. Ed. Christian Kay, Carole Hough and Irené Wotherspoon. Amsterdam Studies in the Theory and History of Linguistic Science, Series IV: Current Issues in Linguistic Theory 252 (Amsterdam/Philadelphia: John Benjamins, 2004), 91–107.
- “The notional structure of thesauruses.” Categorization in the History of English. Ed. Christian Kay and Jeremy Smith. Amsterdam Studies in the Theory and History of Linguistic Science, Series IV: Current Issues in Linguistic Theory 261 (Amsterdam/Philadelphia: John Benjamins, 2004), 41–58.
- “Baum des Lebens, Baum der Sprache.” Darwins langer Arm – Evolutionstheorie heute. Ed. Heinz-Ulrich Reyer and Paul Schmid-Hempel. Reihe Zürcher Hochschulforum 47 (Zürich: vdf Hochschulverlag an der ETH Zürich, 2011), 169–188.
- Es begann mit Scott und Shakespeare: Eine Geschichte der Anglistik an der Universität Zürich (Zürich: Chronos, 2016), 249 pp.
- James Joyce in Zurich: A Guide (Palgrave Macmillan, an imprint of [Cham:] Springer Nature, 2020), xv+302 pp.